# Nikon F-401
La Nikon F-401 (N4004 negli USA e Canada), è una fotocamera (SLR) per pellicola 24x36 introdotta nel 1987 e destinata ai principianti.

## Caratteristiche
Versione minore della Nikon F-501 (1986), questa macchina non dispone del simulatore del diaframma, e perciò questo viene regolato da parte della macchina, con un selettore sulla calotta (come per i tempi). 
Dispone anche di un lampeggiatore incorporato (prima Nikon ad averlo). È comunque possibile utilizzarne uno esterno.
Dispone dei motori di trascinamento e riavvolgimento della pellicola, sensori DX (introdotti con la Nikon F-301 del 1985) per l'impostazione automatica della sensibilità. Nel caso il rullino utilizzato non disponga dell'apposito codice a barre, la sensibilità viene regolata su 100 ISO a prescindere dall'effettiva sensibilità della pellicola in uso.
Dispone di messa a fuoco automatica (autofocus) nonché di messa a fuoco manuale.
Dispone di autoscatto, modalità Program, Priorità di diaframma, Priorità dei tempi e Manuale. I tempi di posa vanno da un secondo a 1/1000 più la posa B.
Dispone di esposimetro Matrix (il sistema misura più zone della scena inquadrata ed elabora poi i valori tempo/diaframma adatti). In manuale, semi-automatismo o Program con blocco AE, la lettura è media su tutto lo schermo di messa a fuoco con prevalenza al centro (60% al centro e il 40% l'area restante). 
Non è in grado di eseguire le esposizioni multiple.
Nel 1989 verrà seguita dalla sua evoluzione Nikon F-401s e ancora nel 1991 dalla Nikon F-401x. Nel 1994 la serie "F-401" verrà rimpiazzata dalla serie "F-50", considerata più semplice da usare per i principianti.